# Gerhard Golz
Gerhard Golz (* 9. Januar 1911 in Eichwerder; † 20. April 1973 in Bad Kissingen) war ein deutscher Jurist und Verwaltungsbeamter.

## Leben
Gerhard Golz studierte nach dem Abitur Rechtswissenschaft, Germanistik sowie Zeitungs- und Theaterwissenschaften. Er bestand das Erste Juristische Staatsexamen und absolvierte von 1936 bis 1939 sein Referendariat in Friedeberg, Bonn und Berlin. Nach dem Zweiten Juristischen Staatsexamen war er ab 1940 als Assessor bei der Bezirksregierung in Aussig tätig. Noch im selben Jahr wechselte er in gleicher Funktion zur Bezirksregierung Hohensalza. Dort wurde er 1941 zum Regierungsassessor und 1942 zum Regierungsrat befördert. Ab 1944 nahm er als Soldat am Zweiten Weltkrieg teil. Bei Kriegsende geriet er in Gefangenschaft, aus der er 1946 entlassen wurde.
Nach seiner Entlassung aus der Kriegsgefangenschaft trat Golz erneut in den Verwaltungsdienst ein. Er war von 1946 bis 1961 als Beamter beim Finanzministerium des Landes Nordrhein-Westfalen tätig, wurde 1947 mit der Leitung einer Sondergruppe beauftragt und war bis 1959 Leiter der Zentralabteilung des Ministeriums. 1948 wurde er zum Oberregierungsrat, 1951 zum Ministerialrat und 1955 zum Ministerialdirigenten ernannt. Als solcher wechselte er 1961 ins Ministerium für Landesplanung, Wohnungsbau und öffentliche Arbeiten (ab 1967 Ministerium für Wohnungsbau und öffentliche Arbeiten). Von 1962 bis 1967 oblag dem FDP-Mitglied Golz als Staatssekretär die stellvertretende Leitung der Landesbehörde. Von 1967 bis zu seinem Tode 1973 amtierte er als Staatssekretär im Ministerium für Wirtschaft, Mittelstand und Verkehr des Landes Nordrhein-Westfalen.